# Kniphofia uvaria
Kniphofia uvaria germană Fackellilie - Crinul făclie sunt plante din familia Asphodelaceae, patria lor fiind Africa, ele fiind flori ornamentale de grădină.

## Varietăți
- K. brachystachya
- K. caulescens
- K. hirsuta
- K. rufa
- K. sarmentosa
- K. stricta
- K. triangularis
- K. uvaria

## Galerie de imagini
- CommonsWikimedia Commons conține materiale multimedia legate de Kniphofia

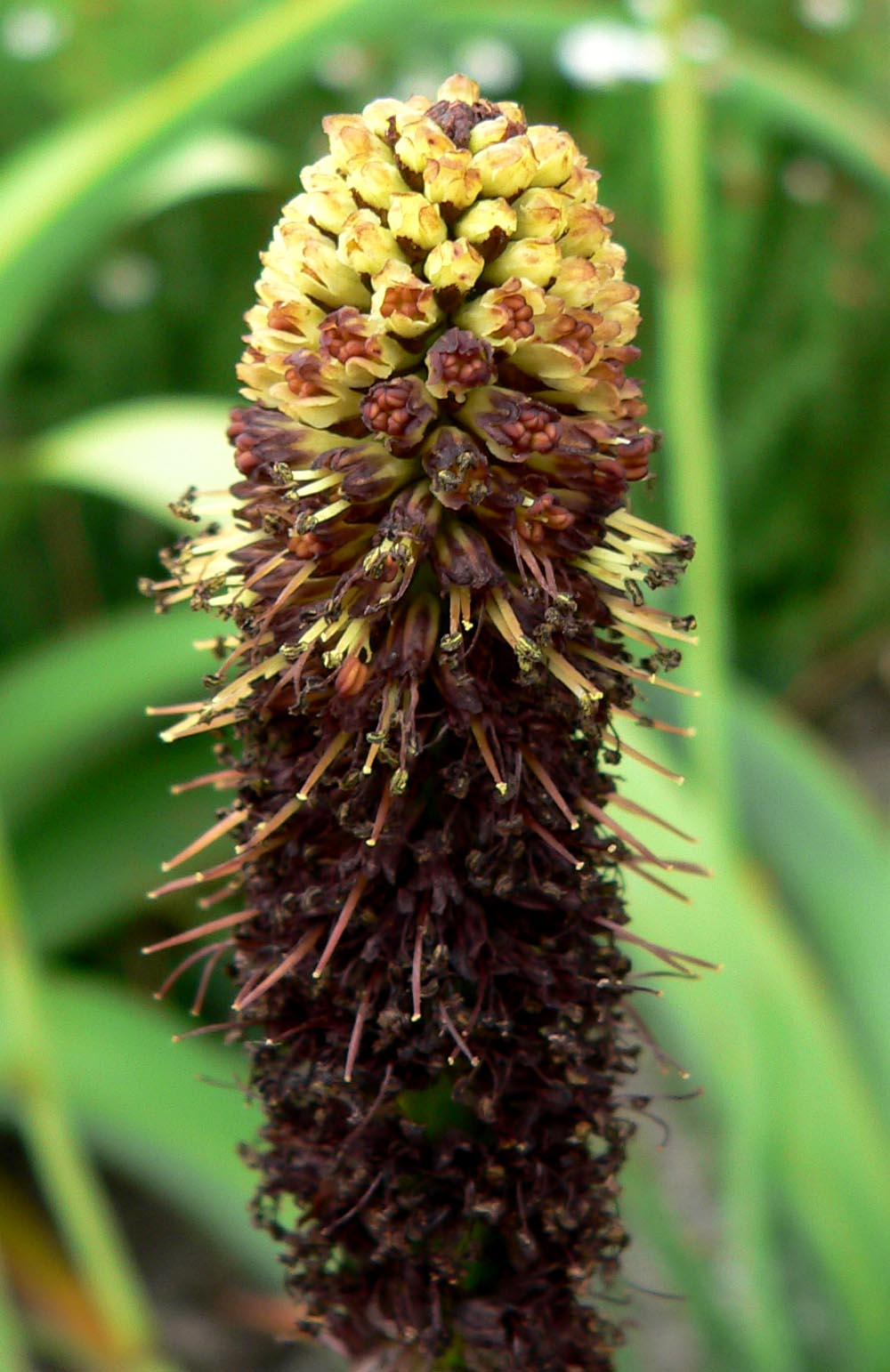
Kniphofia brachystachya
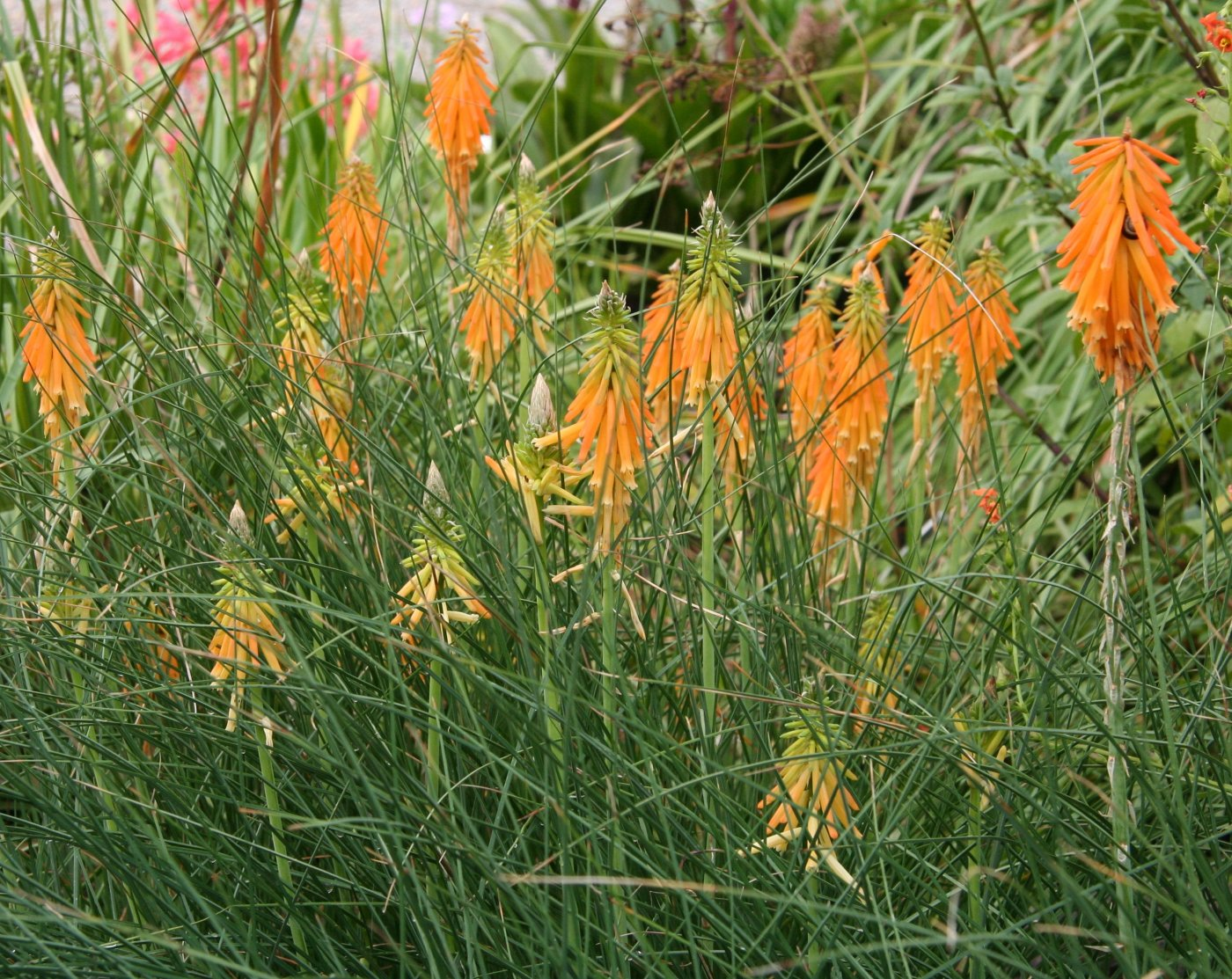
Kniphofia triangularis
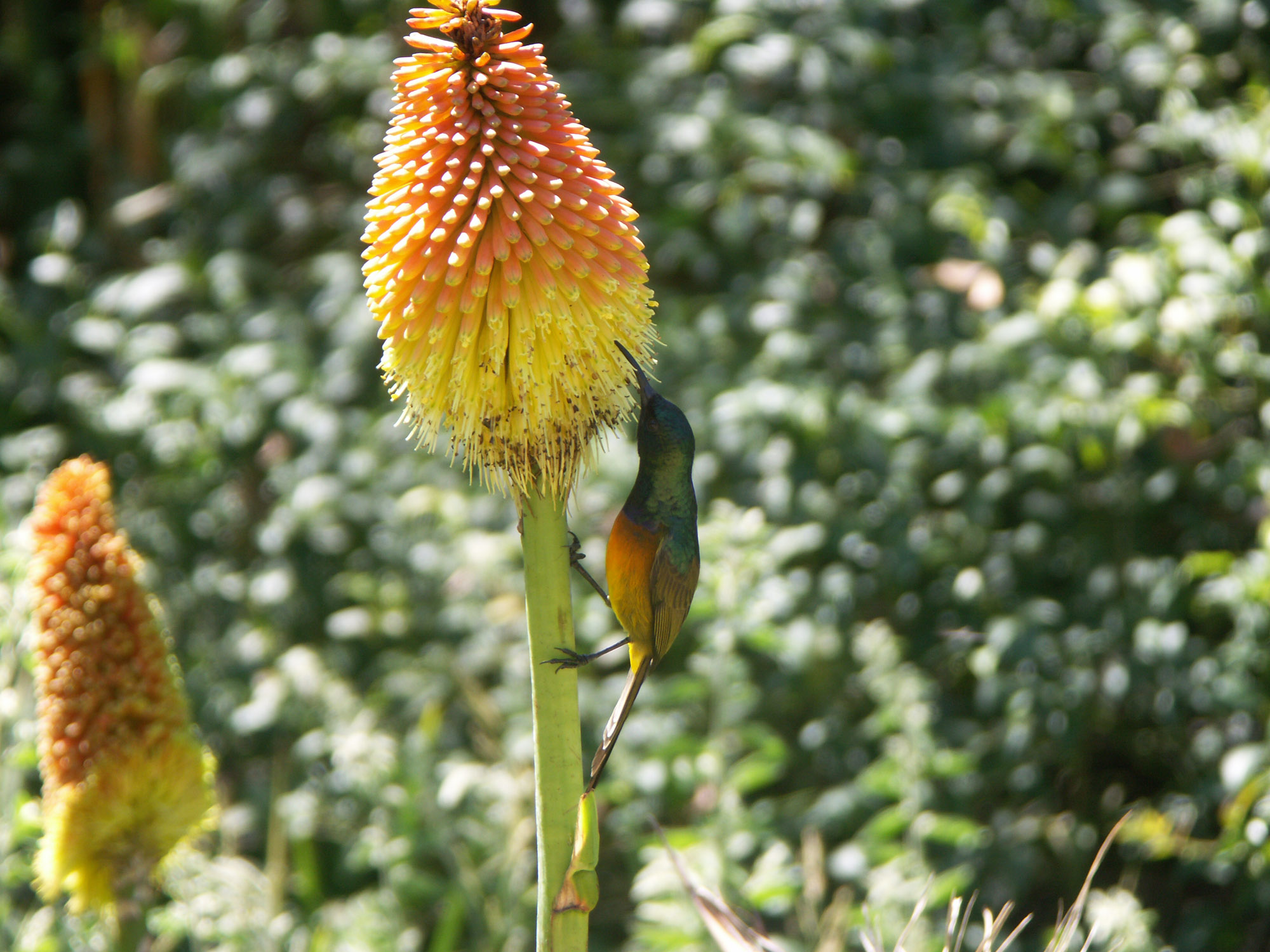
Kniphofia uvaria